# Savennières
Savennières é uma comuna francesa na região administrativa da Pays de la Loire, no departamento de Maine-et-Loire. Estende-se por uma área de 21,01 km². Em 2010 a comuna tinha 1 386 habitantes (densidade: 66 hab./km²).